# Митрополия (Кожани)
Митрополията (на гръцки: Μητροπολιτικό Μέγαρο Κοζάνης) е административна сграда в град Кожани, Гърция, седалище на митрополита на Сервийската и Кожанска епархия. Сградата е обявена за паметник на културата.

## Местоположение
Сградата е разположена в центъра на града, на улица „Мегданис“.

## История
Сградата е построена като епископия в 1744 година. В 1785 година епископ Теофил Сервийски (1785 – 1811) прави в нея параклиса „Света Екатерина“. С кралски указ на 15 октомври 1937 година сградата е обявена за защитен паметник. При митрополит Константин Сервийски (1945 – 1957) са направени много промени по митрополията. В 2008 – 2012 година е направена основна реконструкция на митрополията.